# Piano Man
| Recensione              | Giudizio    |
| ----------------------- | ----------- |
| AllMusic                | [ 4 ]       |
| Robert Christgau        | C           |
| Debaser                 | [ 6 ]       |
| Sputnikmusic            | 3.5 (Great) |
| Dizionario del Pop-Rock | [ 8 ]       |
| 24.000 dischi           | [ 9 ]       |

Piano Man è il secondo album discografico in studio del cantautore statunitense Billy Joel, pubblicato nel novembre del 1973.

## Tracce

### LP
Lato A (AL 32544)
One Side

Testi e musiche di Billy Joel.
1. Travellin' Prayer – 4:10
2. Piano Man – 5:37
3. Ain't No Crime – 3:20
4. You're My Home – 3:14
5. The Ballad of Billy the Kid – 5:35

Lato B (BL 32544)
Another Side

Testi e musiche di Billy Joel.
1. Worse Comes to Worst – 3:28
2. Stop in Nevada – 3:40
3. If I Only Had the Words (To Tell You) – 3:35
4. Somewhere Along the Line – 3:17
5. Captain Jack – 6:55

## Musicisti
- Billy Joel - voce, tastiere
- Larry Carlton - chitarra
- Richard Bennet - chitarra
- Dean Parks - chitarra
- Eric Weissberg - banjo
- Fred Heilbrun - banjo
- Billy Armstrong - fiddle
- Michael Omartian - accordion, arrangiamenti (eccetto brano: The Ballad of Billy the Kid)
- Mr. Wilton Felder - basso
- Emory Gordy - basso
- Ron Tutt - batteria (eccetto brano: Captain Jack)
- Rhys Clark - batteria (solo nel brano: Captain Jack)
- The Creamers - accompagnamento vocale, cori
- Susan Steward & Co. - accompagnamento vocale, cori

Note aggiuntive
- Michael Stewart - produttore
- Jimmie Haskell - arrangiamento (solo nel brano: The Ballad of Billy the Kid)
- Registrazioni effettuate al Devonshire Sound di North Hollywood, California (Stati Uniti)
- Ron Malo - ingegnere delle registrazioni
- Bill Imhoff - illustrazioni copertina album
- Beverly Parker - design copertina album[10] [11]

## Classifica
Album
| Anno | Classifica            | Posizione raggiunta |
| ---- | --------------------- | ------------------- |
| 1974 | Billboard 200         | 27                  |
| 1984 | Official Albums Chart | 98                  |

Singoli
| Anno | Titolo del brano     | Classifica         | Posizione raggiunta |
| ---- | -------------------- | ------------------ | ------------------- |
| 1974 | Piano Man            | Billboard Hot 100  | 25                  |
| 1974 | Travellin' Prayer    | Billboard Hot 100  | 77                  |
| 1974 | Worse Comes to Worst | Billboard Hot 100  | 80                  |
| 1974 | Piano Man            | Adult Contemporary | 4                   |
| 1974 | Travellin' Prayer    | Adult Contemporary | 31                  |